# Albânia no Festival Eurovisão da Canção
A Albânia participou no Festival Eurovisão da Canção, até ao momento, 21 vezes, estreando-se em 2004, nunca se tendo ausentado do certame, sendo, devido ao facto da sua final nacional (Festivali i Këngës) se realizar em dezembro, um dos primeiros países a escolher os seus representantes para o Festival Eurovisão da Canção.

## História
A emissora nacional da Albânia, Radio Televizioni Shqiptar (RTSH), manifestou a sua intenção de participar no Festival Eurovisão da Canção, nas edições de 2002 e 2003, mas foi-lhe negada a participação devido ao grande número de países participantes. Porém, o país fez a sua estreia em Istambul, em 2004 com a música "The Image Of You" interpretada por Anjeza Shahini. O país recebeu 106 pontos na grande final e terminou em 7º lugar, o que lhe garantiu presença na final do ano seguinte.
Em 2006, o país foi representado, pela primeira vez, com uma música em albanês, algo que seria frequente durante as décadas de 2010 e 2020 sendo esta, também, a primeira vez que o país falhava a final.
Durante a década de 2010, dois factos marcaram as participações da Albânia: em 2012, alcançou a melhor classificação de sempre, com "Suus", interpretado por Rona Nishliu, classificado em 5º lugar, na final; em 2015, pela primeira e única vez até hoje, a canção que representou o país não foi selecionada pelo Festivali i Këngës, como nos anos anteriores e seguintes. Isto ficou a dever-se pelo facto dos autores da canção inicial, "Diell", terem anunciado a 23 de fevereiro de 2015 a retirada da música por "motivos pessoais e irrevogáveis", e Elhaida Dani, a cantora escolhida pelo Festivali i Këngës, acabou por representar o país com "I'm Alive".
Durante a década de 2020, todas as participações do país têm sido em albanês, tendo-se qualificado para as finais em 2021 e 2023.

## Modelo de seleção
À exceção de 2015, todas as participações da Albânia têm sido escolhidas pelo Festivali i Këngës, que existe desde 1962.
| Ano  | Nome               | Data(s)                                                     | Processo de seleção                                          | Modelo de votação                                                                 | Refs.         |
| ---- | ------------------ | ----------------------------------------------------------- | ------------------------------------------------------------ | --------------------------------------------------------------------------------- | ------------- |
| 2004 | Festivali i Këngës | 18-20 de dezembro de 2003                                   | 2 semifinais e 1 final, com um total de 29 canções           | Júri (50%) e público (50%)                                                        | [ 6 ]         |
| 2005 | Festivali i Këngës | 16-18 de dezembro de 2004                                   | 2 semifinais e 1 final, com um total de 32 canções           | Júri (50%) e público (50%)                                                        | [ 7 ]         |
| 2006 | Festivali i Këngës | 16-18 de dezembro de 2005                                   | 2 semifinais e 1 final, com um total de 34 canções           | Júri (50%) e público (50%)                                                        | [ 8 ]         |
| 2007 | Festivali i Këngës | 21-23 de dezembro de 2006                                   | 2 semifinais e 1 final, com um total de 31 canções           | Júri (100%)                                                                       | [ 9 ]         |
| 2008 | Festivali i Këngës | 14-16 de dezembro de 2007                                   | 2 semifinais e 1 final, com um total de 29 canções           | Júri (100%)                                                                       | [ 10 ]        |
| 2009 | Festivali i Këngës | 19-21 de dezembro de 2008                                   | 2 semifinais e 1 final, com um total de 40 canções           | Júri (100%)                                                                       | [ 11 ]        |
| 2010 | Festivali i Këngës | 24-27 de dezembro de 2009                                   | 3 semifinais e 1 final, com um total de 36 canções           | Júri (100%)                                                                       | [ 12 ]        |
| 2011 | Festivali i Këngës | 23-25 de dezembro de 2010                                   | 2 semifinais e 1 final, com um total de 38 canções           | Júri (100%)                                                                       | [ 13 ]        |
| 2012 | Festivali i Këngës | 26, 27 e 29 de dezembro de 2011                             | 2 semifinais e 1 final, com um total de 28 canções           | Júri (100%)                                                                       | [ 14 ]        |
| 2013 | Festivali i Këngës | 20-22 de dezembro de 2012                                   | 2 semifinais e 1 final, com um total de 26 canções           | Júri (100%)                                                                       | [ 15 ]        |
| 2014 | Festivali i Këngës | 26-28 de dezembro de 2013                                   | 2 semifinais e 1 final, com um total de 16 canções           | Júri (100%)                                                                       | [ 16 ]        |
| 2015 | Festivali i Këngës | Artista: 28 de dezembro de 2014 Canção: 15 de março de 2015 | Festivali i Këngës para a artista; seleção interna da canção | Júri (100%)                                                                       | [ 17 ] [ 18 ] |
| 2016 | Festivali i Këngës | 25-27 de dezembro de 2015                                   | 2 semifinais e 1 final, com um total de 30 canções           | Júri (100%)                                                                       | [ 19 ]        |
| 2017 | Festivali i Këngës | 21-23 de dezembro de 2016                                   | 2 semifinais e 1 final, com um total de 24 canções           | Júri profissional (12/13) e voto por internet (1/13)                              | [ 20 ]        |
| 2018 | Festivali i Këngës | 21-23 de dezembro de 2017                                   | 2 semifinais e 1 final, com um total de 22 canções           | Júri (100%)                                                                       | [ 21 ]        |
| 2019 | Festivali i Këngës | 20-22 de dezembro de 2018                                   | 2 semifinais e 1 final, com um total de 22 canções           | Júri (100%)                                                                       | [ 22 ]        |
| 2020 | Festivali i Këngës | 19, 20 e 22 de dezembro de 2019                             | 2 semifinais e 1 final, com um total de 20 canções           | Júri (100%)                                                                       | [ 23 ]        |
| 2021 | Festivali i Këngës | 21-23 de dezembro de 2020                                   | 2 espetáculos e 1 final, com um total de 18 canções          | Júri (100%)                                                                       | [ 24 ]        |
| 2022 | Festivali i Këngës | 27-29 de dezembro de 2021                                   | 2 espetáculos e 1 final, com um total de 20 canções          | Júri (100%)                                                                       | [ 25 ]        |
| 2023 | Festivali i Këngës | 19-22 de dezembro de 2022                                   | 3 semifinais e 1 final, com um total de 26 canções           | Vencedor escolhido por júri; representante para a Eurovisão decidido por televoto | [ 26 ]        |
| 2024 | Festivali i Këngës | 19-22 de dezembro de 2023                                   | 3 semifinais e 1 final, com um total de 31 canções           | Vencedor escolhido por júri; representante para a Eurovisão decidido por televoto | [ 27 ]        |

## Galeria

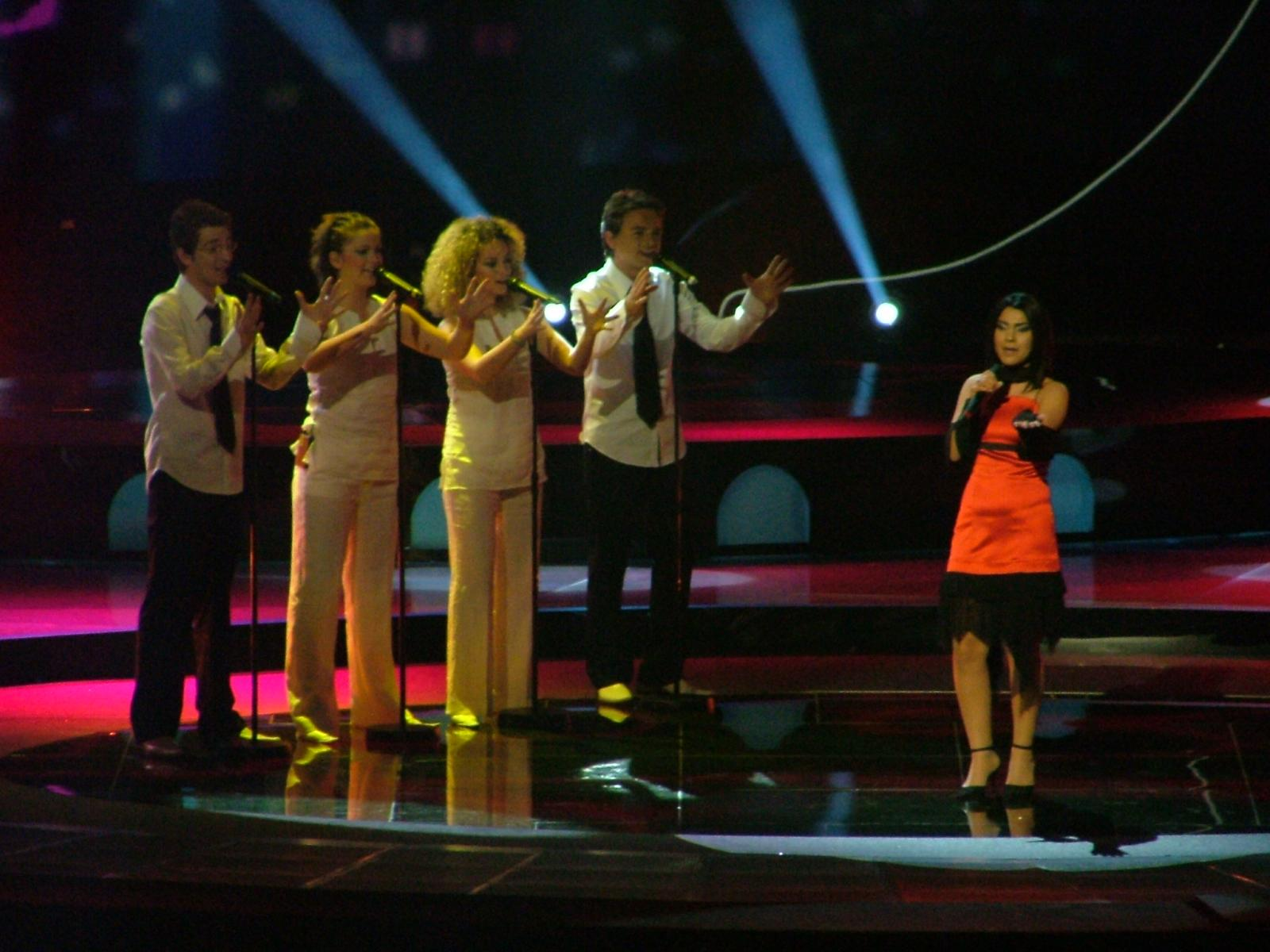
Anjeza Shahini em Istambul (2004)
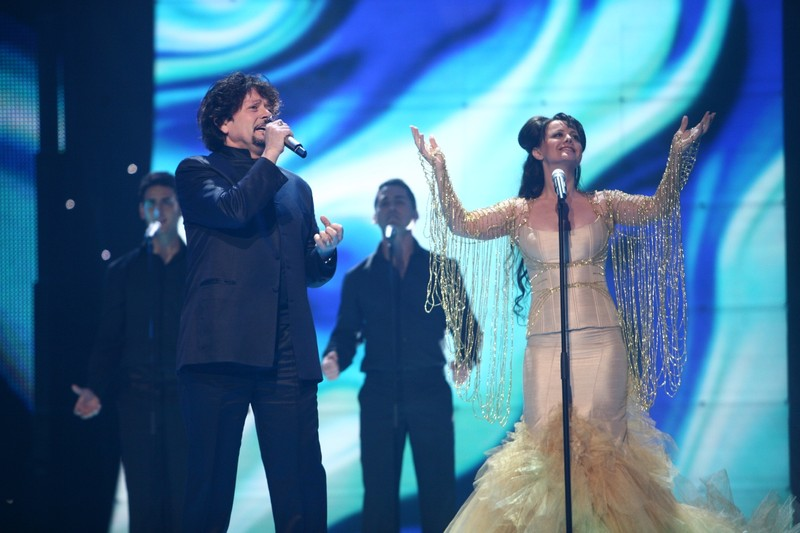
Frederik Ndoci em Helsínquia (2007)
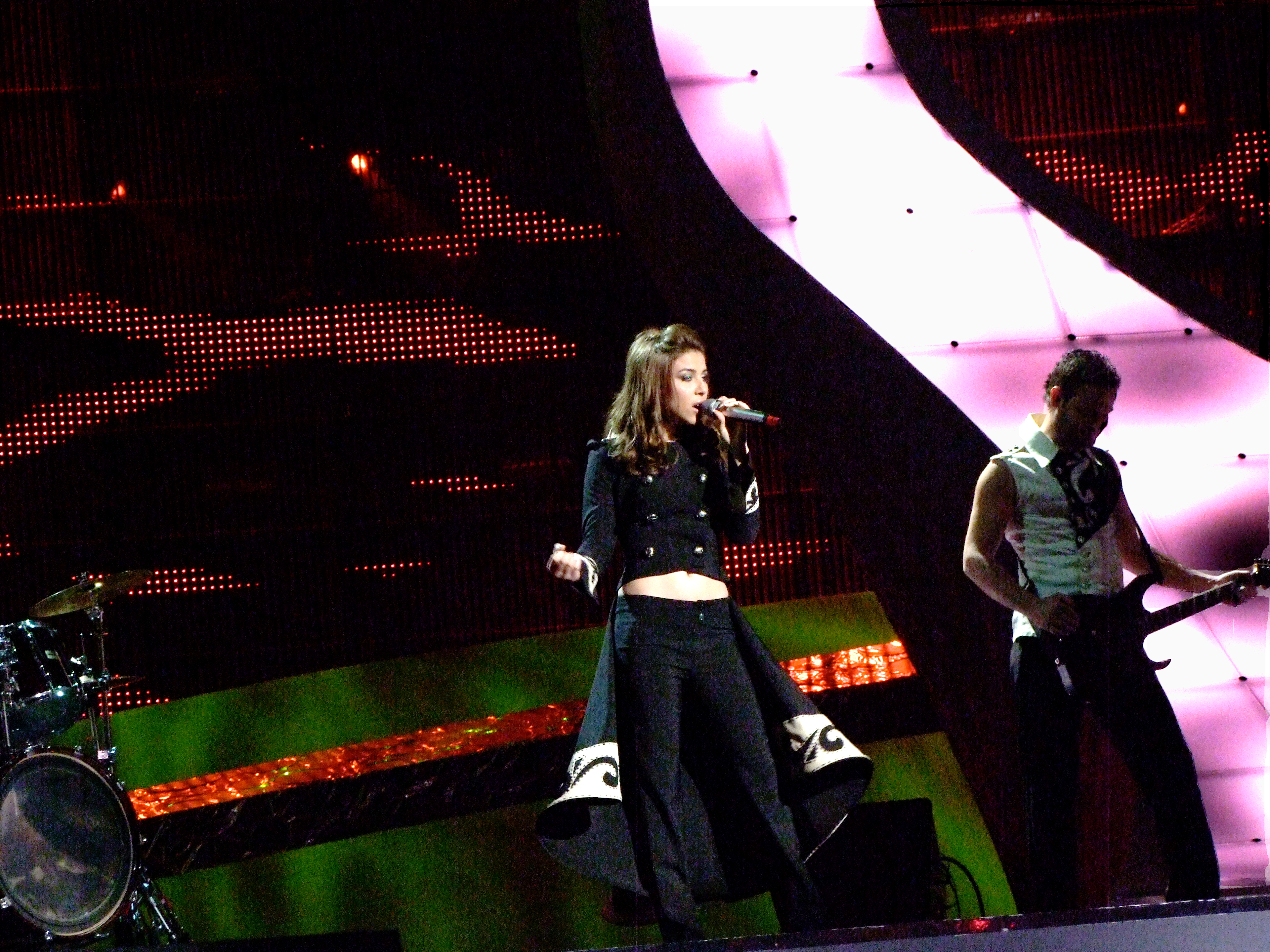
Olta Boka em Belgrado (2008)
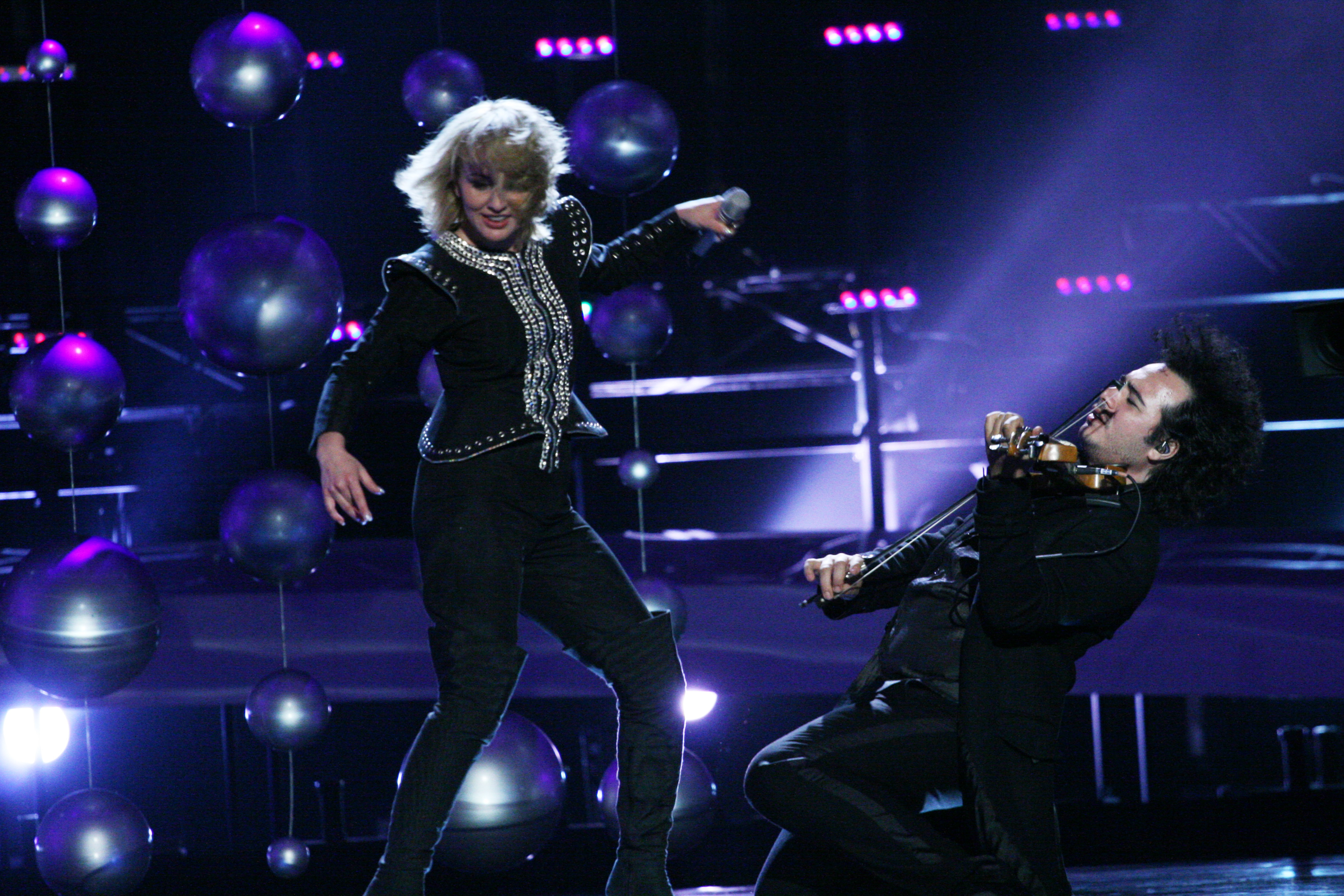
Juliana Pasha em Oslo (2010)
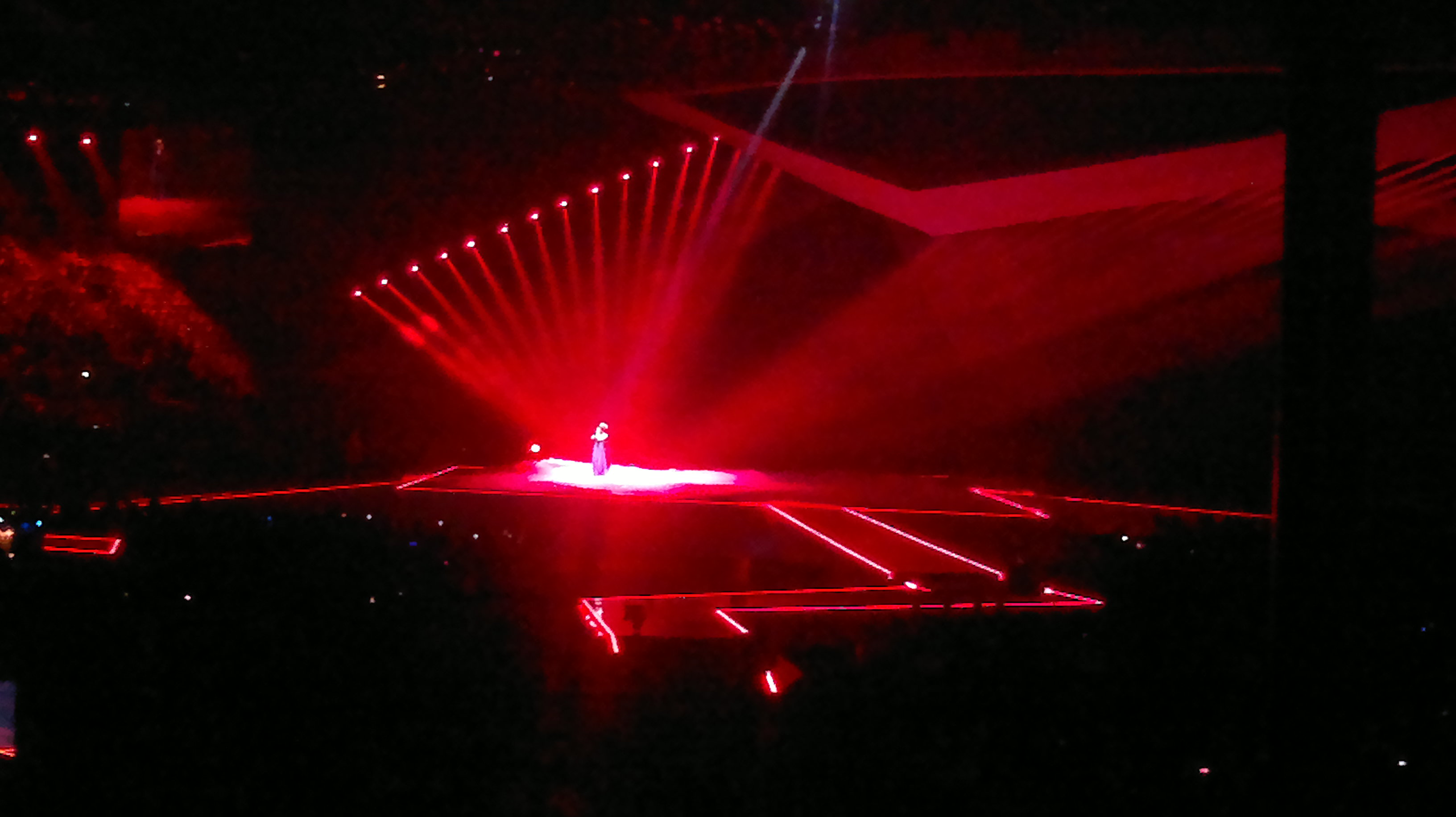
Rona Nishliu em Baku (2012)
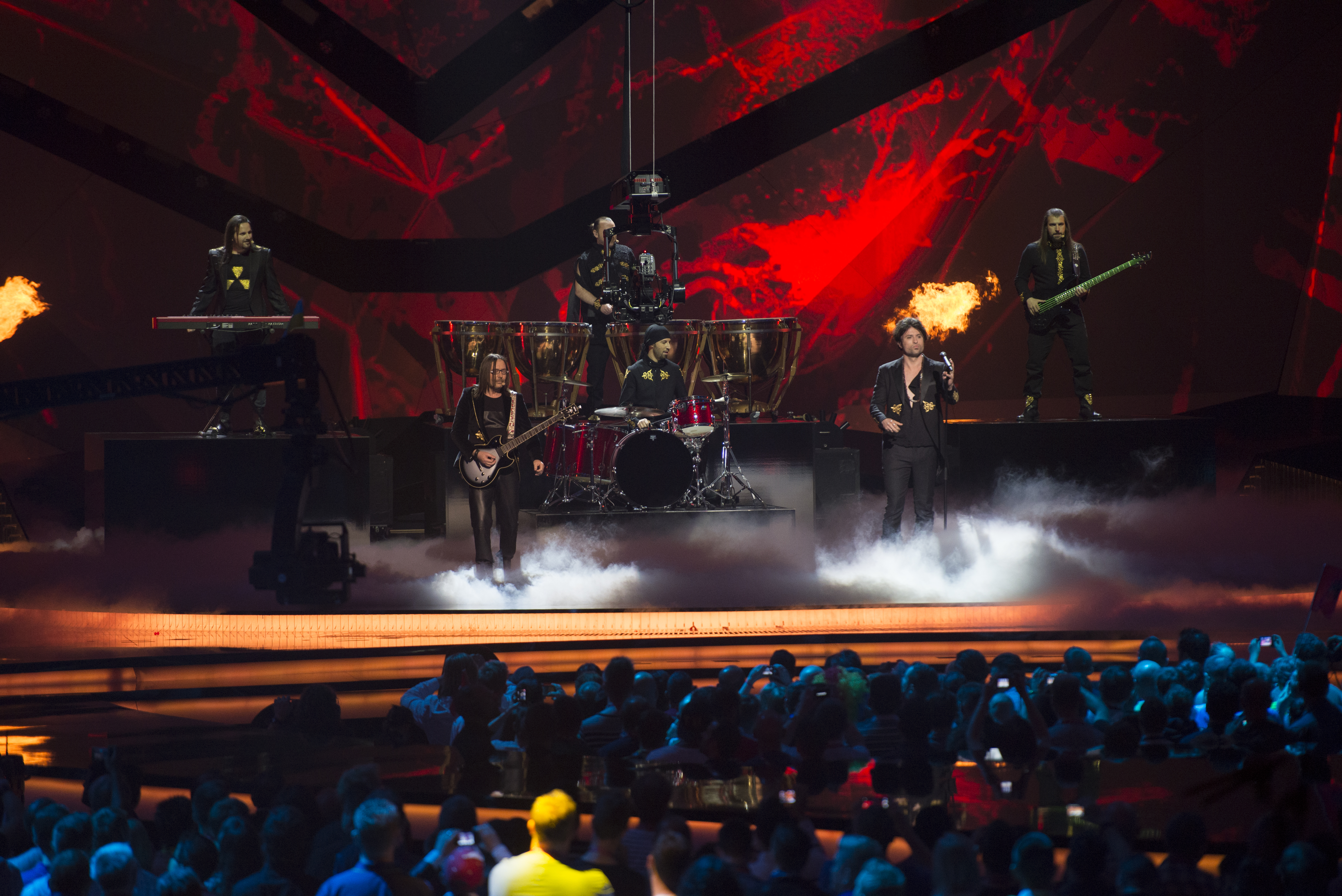
Adrian Lulgjuraj & Bledar Sejko em Malmö (2013)
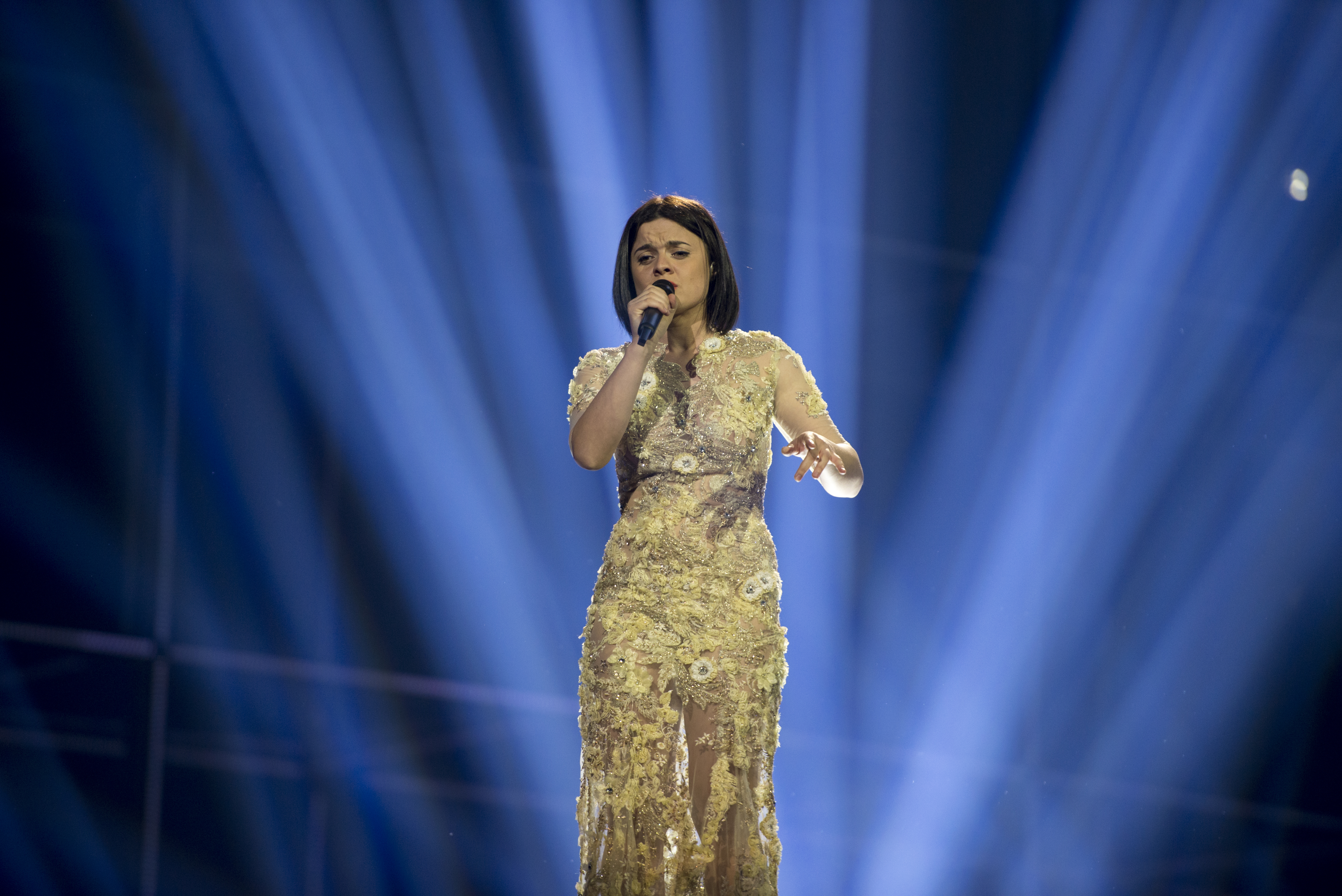
Herciana Matmuja em Copenhaga (2014)
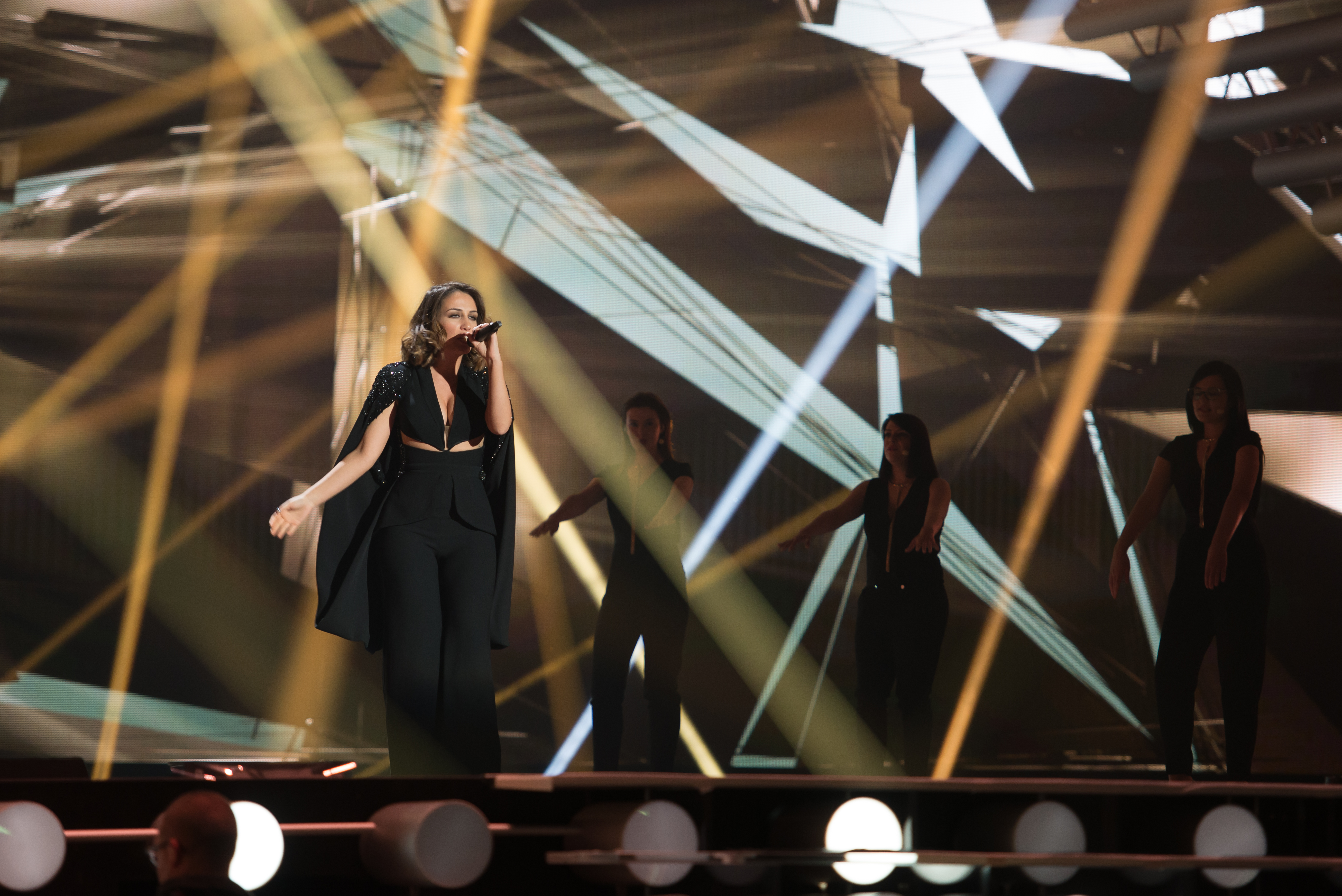
Elhaida Dani em Viena (2015)
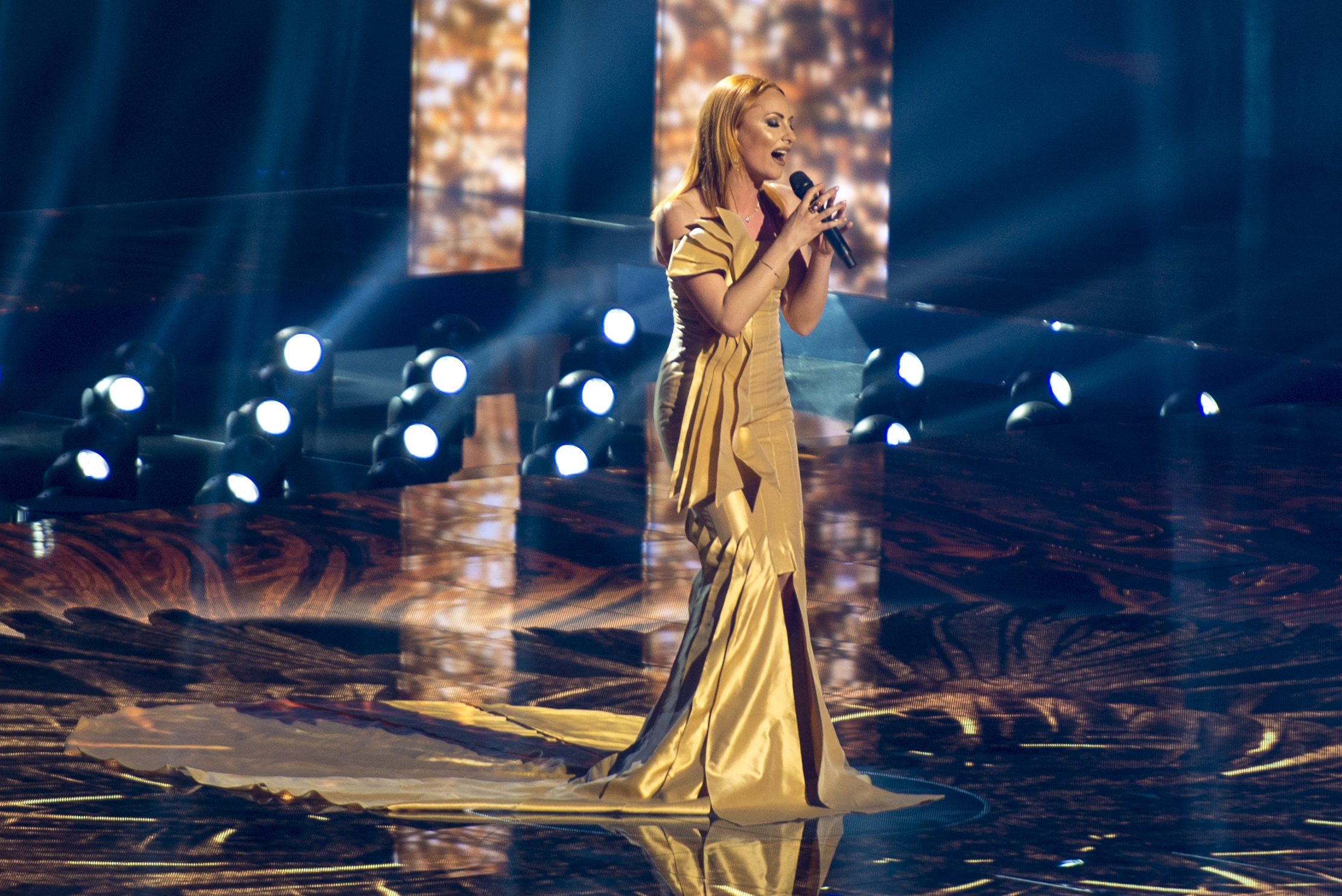
Eneda Tarifa em Estocolmo (2016)
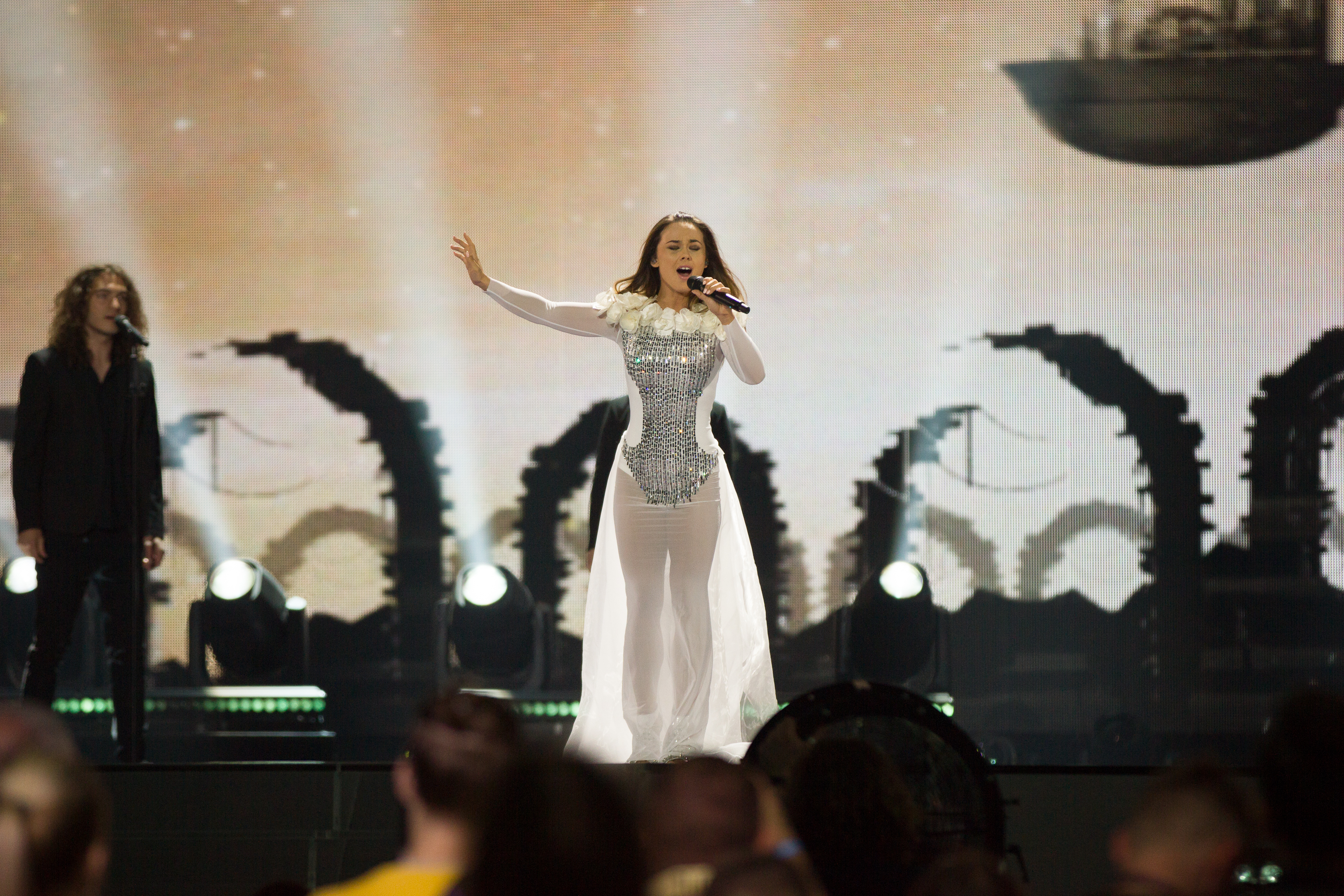
Lindita em Kiev (2017)
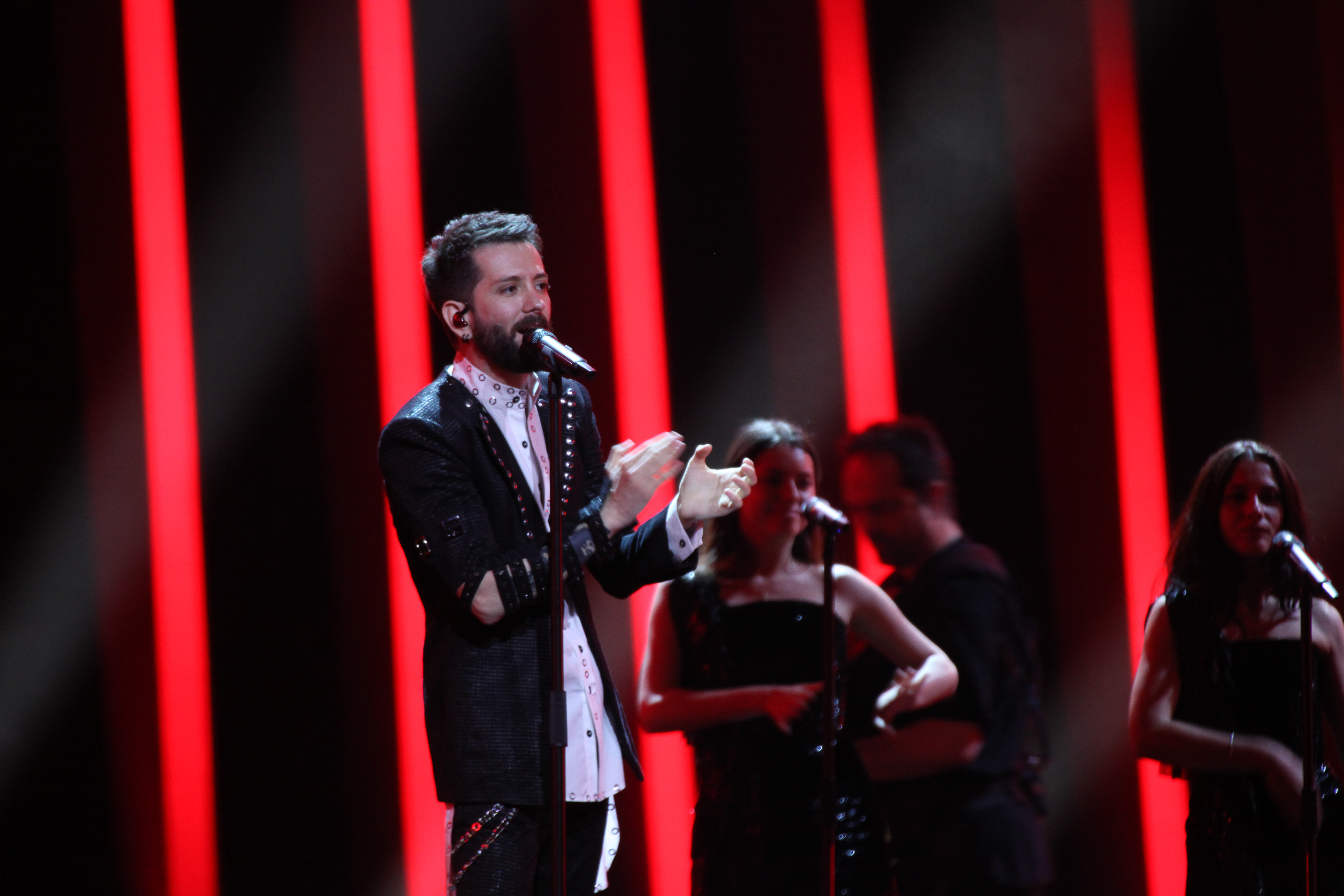
Eugent Bushpepa em Lisboa (2018)
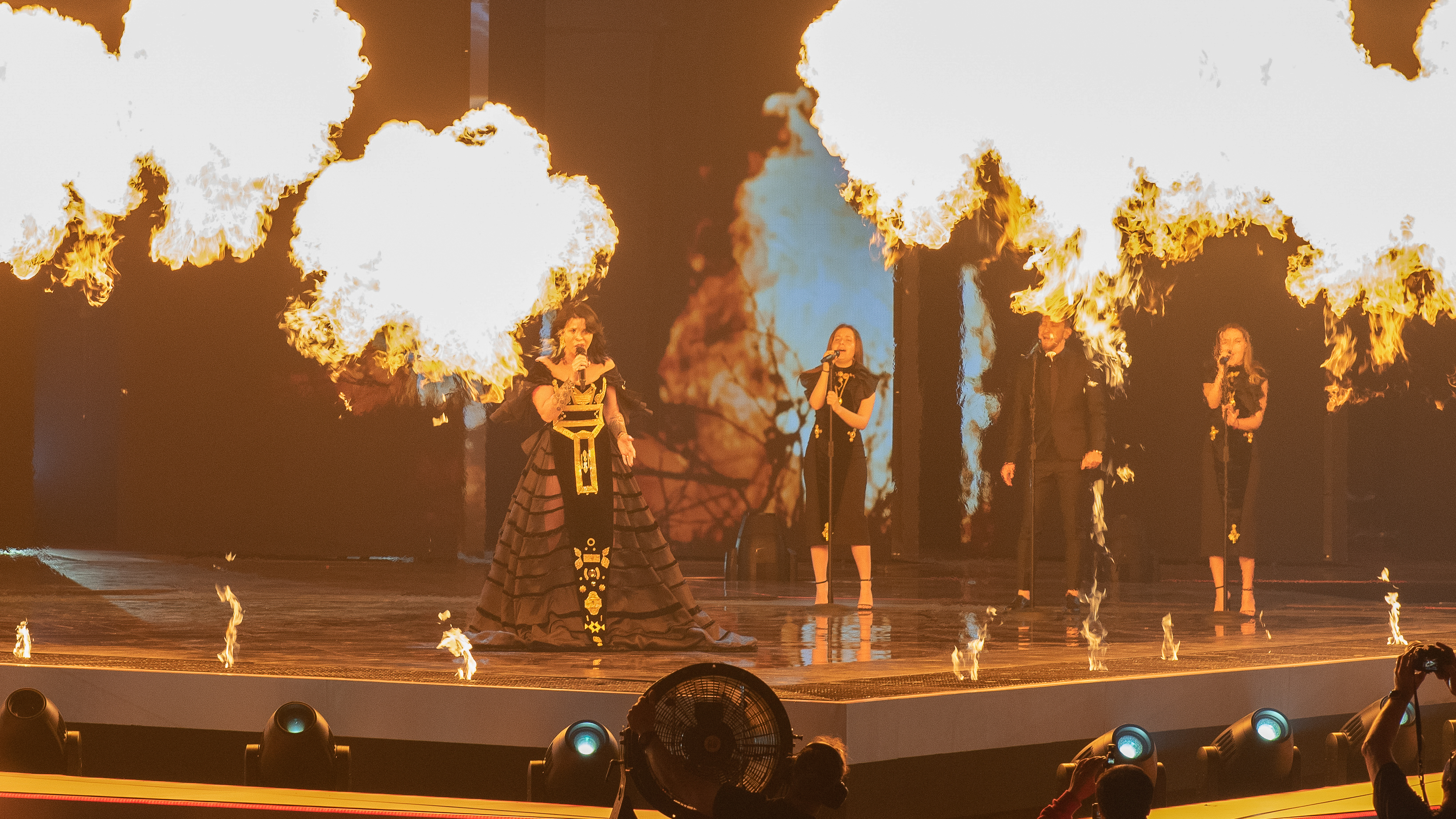
Jonida Maliqi em Tel Aviv (2019)
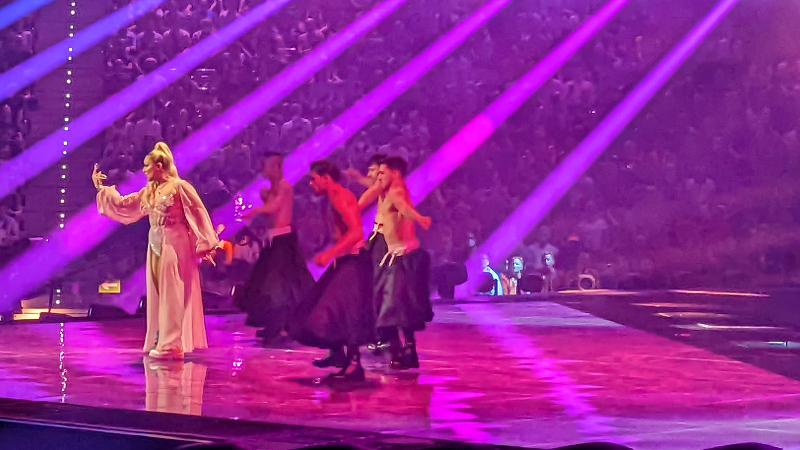
Ronela Hajati em Turim (2022)
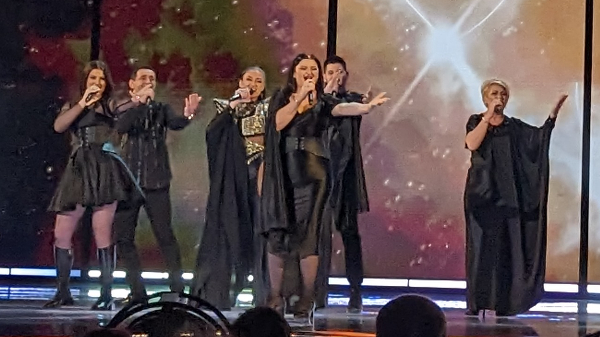
Albina & Familja Kelmendi em Liverpool (2023)

## Participações
Legenda
     Vencedor
     2.º lugar
     3.º lugar
     Pontuação Nula ("Null Points")/Último Lugar
     Melhor classificação (fora do top 3)
     Qualificação para a final (fora do top 3)
     País-anfitrião
     Desclassificado
| #   | Ano             | Artista                         | Canção                                                | Língua                       | Final                    | Pontos                   | Semi                     | Pontos                   |
| --- | --------------- | ------------------------------- | ----------------------------------------------------- | ---------------------------- | ------------------------ | ------------------------ | ------------------------ | ------------------------ |
| 1º  | Istambul 2004   | Anjeza Shahini                  | "The Image Of You" A Imagem de Ti                     | Inglês                       | 7º                       | 106                      | 4º                       | 167                      |
| 2º  | Kiev 2005       | Ledina Çelo                     | "Tomorrow I Go" Amanhã Eu Vou                         | Inglês                       | 16º                      | 53                       | Top 12 no ano anterior   | Top 12 no ano anterior   |
| 3º  | Atenas 2006     | Luiz Ejlli                      | "Zjarr e ftohtë" Quente e Frio                        | Albanês                      | Não se qualificou        | Não se qualificou        | 14º                      | 58                       |
| 4º  | Helsínquia 2007 | Frederik Ndoci                  | "Hear My Plea" Ouve o meu apelo                       | Inglês & Albanês             | Não se qualificou        | Não se qualificou        | 17º                      | 49                       |
| 5º  | Belgrado 2008   | Olta Boka                       | "Zemrën e lamë peng" Apostamos o Coração              | Albanês                      | 17º                      | 55                       | 9º                       | 67                       |
| 6º  | Moscovo 2009    | Kejsi Tola                      | "Carry Me in Your Dreams" Leva-me para os teus sonhos | Inglês                       | 17º                      | 48                       | 7º                       | 73                       |
| 7º  | Oslo 2010       | Juliana Pasha                   | "It's all about you" É tudo sobre ti                  | Inglês                       | 16º                      | 62                       | 6º                       | 76                       |
| 8º  | Düsseldorf 2011 | Aurela Gaçe                     | "Feel the Passion" Sente a paixão                     | Inglês & Albanês             | Não se qualificou        | Não se qualificou        | 13º                      | 47                       |
| 9º  | Baku 2012       | Rona Nishliu                    | "Suus" Pessoal                                        | Albanês                      | 5º                       | 146                      | 2º                       | 146                      |
| 10º | Malmö 2013      | Adrian Lulgjuraj & Bledar Sejko | "Identitet" Identidade                                | Albanês                      | Não se qualificou        | Não se qualificou        | 15º                      | 31                       |
| 11º | Copenhaga 2014  | Herciana Matmuja                | "One Night's Anger" Uma Noite de Raiva                | Inglês                       | Não se qualificou        | Não se qualificou        | 15º                      | 22                       |
| 12º | Viena 2015      | Elhaida Dani                    | "I'm Alive" Estou viva                                | Inglês                       | 17º                      | 34                       | 10º                      | 62                       |
| 13º | Estocolmo 2016  | Eneda Tarifa                    | "Fairytale" Conto de fadas                            | Inglês                       | Não se qualificou        | Não se qualificou        | 16º                      | 45                       |
| 14º | Kiev 2017       | Linda Halimi                    | "World" Mundo                                         | Inglês                       | Não se qualificou        | Não se qualificou        | 14º                      | 76                       |
| 15º | Lisboa 2018     | Eugent Bushpepa                 | "Mall" Anseio                                         | Albanês                      | 11º                      | 184                      | 8º                       | 162                      |
| 16º | Tel Aviv 2019   | Jonida Maliqi                   | "Ktheju tokës" Regresso à Terra                       | Albanês                      | 17º                      | 90                       | 9º                       | 96                       |
|     | Roterdão 2020   | Arilena Ara                     | "Fall From the Sky" Caindo do céu                     | Inglês                       | A edição não se realizou | A edição não se realizou | A edição não se realizou | A edição não se realizou |
| 17º | Roterdão 2021   | Anxhela Peristeri               | "Karma" Carma                                         | Albanês                      | 21º                      | 57                       | 10º                      | 112                      |
| 18º | Turim 2022      | Ronela Hajati                   | "Secret" Segredo                                      | Albanês, Inglês & Castelhano | Não se qualificou        | Não se qualificou        | 12º                      | 58                       |
| 19º | Liverpool 2023  | Albina & Familja Kelmendi       | "Duje" Sopro                                          | Albanês                      | 22º                      | 76                       | 9º                       | 83                       |
| 20º | Malmö 2024      | Besa Kokëdhima                  | "Titan" Titã                                          | Inglês                       | Não se qualificou        | Não se qualificou        | 15º                      | 14                       |
| 21º | Basileia 2025   | Shkodra Elektronike             | "Zjerm" Fogo                                          | Albanês                      | 8º                       | 218                      | 2º                       | 122                      |

| Ano             | Artista                         | Canção                    | Final             | Final             | Final             | Final             | Final             | Final             | Semi            | Semi            | Semi            | Semi            | Semi | Semi   |
| Ano             | Artista                         | Canção                    | Tlv.              | Pontos            | Júri              | Pontos            | Cl.               | Pontos            | Tlv.            | Pontos          | Júri            | Pontos          | Cl.  | Pontos |
| --------------- | ------------------------------- | ------------------------- | ----------------- | ----------------- | ----------------- | ----------------- | ----------------- | ----------------- | --------------- | --------------- | --------------- | --------------- | ---- | ------ |
| Moscovo 2009    | Kejsi Tola                      | "Carry Me in Your Dreams" | 11º               | 81                | 23º               | 26                | 17º               | 48                | Apenas televoto | Apenas televoto | Apenas televoto | Apenas televoto | 7º   | 73     |
| Oslo 2010       | Juliana Pasha                   | "It's all about you"      | 17º               | 35                | 12º               | 97                | 16º               | 62                | 7º              | 68              | 4º              | 96              | 6º   | 76     |
| Düsseldorf 2011 | Aurela Gaçe                     | "Feel the Passion"        | Não se qualificou | Não se qualificou | Não se qualificou | Não se qualificou | Não se qualificou | Não se qualificou | 13º             | 42              | 11º             | 61              | 13º  | 47     |
| Baku 2012       | Rona Nishliu                    | "Suus"                    | 8º                | 106               | 3º                | 157               | 5º                | 146               | 3º              | 131             | 1º              | 131             | 2º   | 146    |
| Malmö 2013      | Adrian Lulgjuraj & Bledar Sejko | "Identitet"               | Não se qualificou | Não se qualificou | Não se qualificou | Não se qualificou | Não se qualificou | Não se qualificou | 15º             | 11.78           | 12º             | 9.10            | 15º  | 31     |
| Copenhaga 2014  | Herciana Matmuja                | "One Night's Anger"       | Não se qualificou | Não se qualificou | Não se qualificou | Não se qualificou | Não se qualificou | Não se qualificou | 14º             | 23              | 9º              | 64              | 15º  | 22     |
| Viena 2015      | Elhaida Dani                    | "I'm Alive"               | 9º                | 93                | 20º               | 26                | 17º               | 34                | 8º              | 66              | 10º             | 61              | 10º  | 62     |
| Estocolmo 2016  | Eneda Tarifa                    | "Fairytale"               | Não se qualificou | Não se qualificou | Não se qualificou | Não se qualificou | Não se qualificou | Não se qualificou | 12º             | 35              | 18º             | 10              | 16º  | 45     |
| Kiev 2017       | Linda Halimi                    | "World"                   | Não se qualificou | Não se qualificou | Não se qualificou | Não se qualificou | Não se qualificou | Não se qualificou | 12º             | 38              | 14º             | 38              | 14º  | 76     |
| Lisboa 2018     | Eugent Bushpepa                 | "Mall"                    | 18º               | 56                | 7º                | 126               | 11º               | 184               | 11º             | 48              | 3º              | 114             | 8º   | 162    |
| Tel Aviv 2019   | Jonida Maliqi                   | "Ktheju tokës"            | 17º               | 47                | 17º               | 43                | 17º               | 90                | 9º              | 58              | 12º             | 38              | 9º   | 96     |
| Roterdão 2021   | Anxhela Peristeri               | "Karma"                   | 16º               | 35                | 20º               | 22                | 21º               | 57                | 11º             | 38              | 8º              | 74              | 10º  | 112    |
| Turim 2022      | Ronela Hajati                   | "Secret"                  | Não se qualificou | Não se qualificou | Não se qualificou | Não se qualificou | Não se qualificou | Não se qualificou | 9º              | 46              | 14º             | 12              | 12º  | 58     |
| Liverpool 2023  | Albina & Familja Kelmendi       | "Duje"                    | 10º               | 59                | 21º               | 17                | 22º               | 76                | Apenas televoto | Apenas televoto | Apenas televoto | Apenas televoto | 9º   | 83     |
| Malmö 2024      | Besa Kokëdhima                  | "Titan"                   | Não se qualificou | Não se qualificou | Não se qualificou | Não se qualificou | Não se qualificou | Não se qualificou | Apenas televoto | Apenas televoto | Apenas televoto | Apenas televoto | 15º  | 14     |
| Basileia 2025   | Shkodra Elektronike             | "Zjerm"                   | 5º                | 173               | 16º               | 45                | 8º                | 218               | Apenas televoto | Apenas televoto | Apenas televoto | Apenas televoto | 2º   | 122    |

## Comentadores e porta-vozes
| Ano(s) | Comentador   | Emissora                                 | Votação        | Votação          | Votação        | Votação               | Refs.         |
| Ano(s) | Comentador   | Emissora                                 | Porta-voz      | Idioma utilizado | Cidade         | Plano de fundo        | Refs.         |
| ------ | ------------ | ---------------------------------------- | -------------- | ---------------- | -------------- | --------------------- | ------------- |
| 2003   | Andri Xhahu  | TVSH                                     | Não participou | Não participou   | Não participou | Não participou        | [ 28 ]        |
| 2004   | Leon Menkshi | TVSH                                     | Zhani Ciko     | Francês          | Tirana         | Panorama da cidade    | [ 29 ]        |
| 2005   | Leon Menkshi | TVSH                                     | Zhani Ciko     | Francês          | Tirana         | Panorama da cidade    | [ 30 ]        |
| 2006   | Leon Menkshi | TVSH                                     | Leon Menkshi   | Inglês           | Tirana         | Panorama da cidade    | [ 29 ]        |
| 2007   | Leon Menkshi | TVSH                                     | Leon Menkshi   | Inglês           | Tirana         | Praça Skanderbeg      | [ 29 ]        |
| 2008   | Leon Menkshi | TVSH                                     | Leon Menkshi   | Inglês           | Tirana         | Panorama da cidade    | [ 29 ]        |
| 2009   | Leon Menkshi | TVSH                                     | Leon Menkshi   | Inglês           | Tirana         | Panorama da cidade    | [ 29 ]        |
| 2010   | Leon Menkshi | TVSH                                     | Leon Menkshi   | Inglês           | Tirana         | Panorama da cidade    | [ 29 ]        |
| 2011   | Leon Menkshi | TVSH                                     | Leon Menkshi   | Inglês           | Tirana         | Panorama da cidade    | [ 29 ]        |
| 2012   | Andri Xhahu  | TVSH                                     | Andri Xhahu    | Inglês           | Tirana         | Panorama da cidade    | [ 31 ]        |
| 2013   | Andri Xhahu  | TVSH, TVSH 2, RTSH Muzikë                | Andri Xhahu    | Inglês           | Tirana         | Panorama da cidade    | [ 32 ]        |
| 2014   | Andri Xhahu  | TVSH, RTSH Muzikë, Radio Tirana          | Andri Xhahu    | Inglês           | Tirana         | Praça Skanderbeg      | [ 33 ]        |
| 2015   | Andri Xhahu  | TVSH                                     | Andri Xhahu    | Inglês           | Tirana         | Praça Skanderbeg      | [ 34 ]        |
| 2016   | Andri Xhahu  | TVSH, RTSH HD, RTSH Muzikë, Radio Tirana | Andri Xhahu    | Inglês           | Tirana         | Panorama da cidade    | [ 35 ]        |
| 2017   | Andri Xhahu  | TVSH, RTSH HD, RTSH Muzikë, Radio Tirana | Andri Xhahu    | Inglês           | Tirana         | Parlamento da Albânia | [ 36 ]        |
| 2018   | Andri Xhahu  | RTSH, RTSH Muzikë, Radio Tirana          | Andri Xhahu    | Inglês           | Tirana         | Praça Skanderbeg      | [ 37 ]        |
| 2019   | Andri Xhahu  | RTSH, RTSH Muzikë, Radio Tirana          | Andri Xhahu    | Inglês           | Tirana         | Panorama da cidade    | [ 38 ]        |
| 2021   | Andri Xhahu  | RTSH, RTSH Muzikë, Radio Tirana          | Andri Xhahu    | Inglês           | Tirana         | Praça Skanderbeg      | [ 39 ] [ 40 ] |
| 2022   | Andri Xhahu  | RTSH, RTSH Muzikë, Radio Tirana          | Andri Xhahu    | Inglês           | Tirana         | Panorama da cidade    | [ 41 ] [ 42 ] |
| 2023   | Andri Xhahu  | RTSH, RTSH Muzikë, Radio Tirana          | Andri Xhahu    | Inglês           | Tirana         | Panorama da cidade    | [ 43 ]        |

### Emissões especiais
| Ano(s)                                                   | Comentador televisivos | Emissora                        | Ref.   |
| -------------------------------------------------------- | ---------------------- | ------------------------------- | ------ |
| Congratulations: 50 Anos do Festival Eurovisão da Canção | Desconhecido           | TVSH                            | [ 44 ] |
| Concerto dos 60 Anos do Festival Eurovisão da Canção     | Desconhecido           | TVSH                            | [ 45 ] |
| Eurovisão: Europe Shine A Light                          | Andri Xhahu            | RTSH, RTSH Muzikë, Radio Tirana | [ 46 ] |

## Votação
| Albânia deu mais pontos a: | Albânia deu mais pontos a: | Albânia deu mais pontos a: |
| Rank                       | País                       | Pontos                     |
| -------------------------- | -------------------------- | -------------------------- |
| 1                          | Grécia                     | 270                        |
| 2                          | Macedónia do Norte         | 251                        |
| 3                          | Suíça                      | 200                        |
| 4                          | Montenegro                 | 119                        |
| 5                          | Croácia                    | 107                        |

| Albânia recebeu mais pontos de: | Albânia recebeu mais pontos de: | Albânia recebeu mais pontos de: |
| Rank                            | País                            | Pontos                          |
| ------------------------------- | ------------------------------- | ------------------------------- |
| 1                               | Grécia                          | 288                             |
| 2                               | Macedónia do Norte              | 183                             |
| 3                               | Itália                          | 180                             |
| 4                               | Suécia                          | 124                             |
| 5                               | Bulgária                        | 116                             |

### Membros do júri
| Ano(s) | Membros do júri | Membros do júri | Membros do júri    | Membros do júri | Membros do júri                                   | Ref(s) |
| ------ | --------------- | --------------- | ------------------ | --------------- | ------------------------------------------------- | ------ |
| 2014   | Edmond Zhulali  | Alfred Kacinari | Jetmir Barbullushi | Mira Tuci       | Engjëll Ndocaj                                    | [ 47 ] |
| 2015   | Bojken Lako     | Klodian Qafoku  | Olsa Toqi          | Arta Marku      | Zhani Ciko                                        | [ 48 ] |
| 2016   | Edison Misso    | Kejsi Tola      | Flamur Shehu       | Nisida Tufa     | Agim Doçi                                         | [ 49 ] |
| 2017   | Haig Zacharian  | Olta Boka       | Endri Sina         | Orgesa Zaimi    | Marsela Çibukaj (1ª semifinal) Aulon Naci (final) | [ 50 ] |
| 2018   | Elton Deda      | Baftar Luzati   | Bojken Lako        | Rosela Gjylbegu | Kamela Islamaj                                    | [ 51 ] |
| 2019   | Gent Rushi      | Eranda Libohova | Dilan Reka         | Julka Gramo     | Vikena Kamenica                                   | [ 52 ] |
| 2021   | Aurel Thellimi  | Kastriot Tusha  | Kejsi Tola         | Rozana Radi     | Sokol Marsi                                       | [ 53 ] |
| 2022   | Aulon Naçi      | Ermira Alliu    | Kamela Islamaj     | Marsela çibukaj | Roberto Radoja                                    | [ 54 ] |
| 2023   | Haig Zacharian  | Josif Gjipali   | Sokol Marsi        | Eneda Tarifa    | Sonila Djepaxhia                                  | [ 55 ] |

## Idiomas a concurso
| Línguas    | Vezes | Anos                                                             |
| ---------- | ----- | ---------------------------------------------------------------- |
| Albanês    | 11    | 2006, 2007, 2008, 2011, 2012, 2013, 2018, 2019, 2021, 2022, 2023 |
| Inglês     | 11    | 2004, 2005, 2007, 2009, 2010, 2011, 2014, 2015, 2016, 2017, 2022 |
| Castelhano | 1     | 2022                                                             |

## Prémios recebidos

### Barbara Dex Award
O Prémio Barbara Dex Award é atribuído pelo website House of Eurovision de 1997 a 2016 e pelo songfestival.be desde 2017, e é um prémio humiristico dado ao artista com a pior indumentária da edição. O nome é dado em "homenagem" à cantora belga, Barbara Dex, que fou a última classificada no Festival Eurovisão da Canção 1993, que vestiu uma indumentária desenhada pela própria.
| Ano  | Artista(s)   | Anfitriã | Classificação na final | Pontos | Refs.  |
| ---- | ------------ | -------- | ---------------------- | ------ | ------ |
| 2012 | Rona Nishliu | Baku     | 5.º                    | 146    | [ 57 ] |